# آيشواريا راو
آيشواريا راو (بالإنجليزية: Aishwarya Rao)‏ هي لاعبة البولنغ ‏ هندية، ولدت في عقد 1990.